# Augustine Ryther
Augustine Ryther (... – Leeds, 1593) è stato un artigiano e incisore inglese.

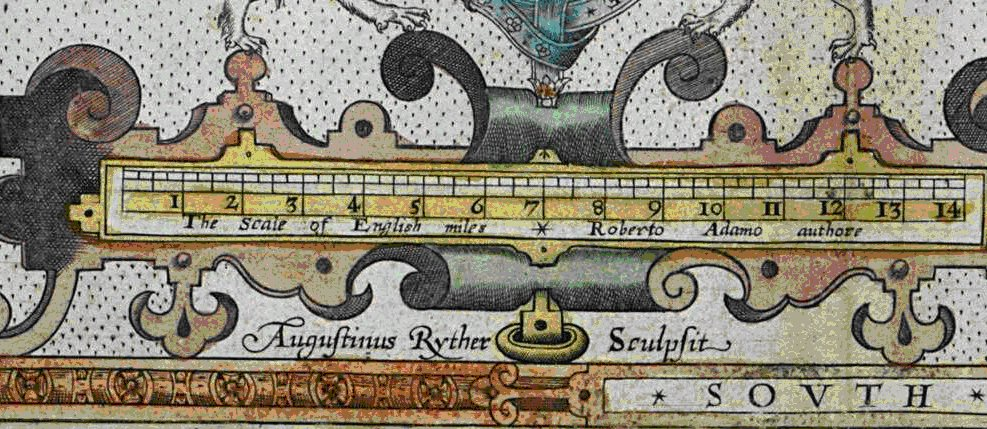
Particolare dell'incisione "The Battle of the Isle of Wight"

Fu costruttore di strumenti a Londra. Tra gli strumenti da lui realizzati è presente uno dei più antichi modelli di teodolite, custodito al Museo Galileo di Firenze. Attivo tra il 1576 e il 1594, lavorò presso di lui, come apprendista, Charles Whitwell (c. 1568-1611), che più tardi sarebbe diventato uno dei maggiori fabbricanti inglesi di strumenti scientifici.
Partecipò all'incisione di alcune delle più famose mappe dell'Inghilterra e di altre parti delle Isole Britanniche. Tra queste cartografie sono di particolare rilievo le mappe delle contee di Cristopher Saxton e "The Mariners Mirrour", la versione inglese del primo atlante del mare.
Lavorò per Lord Burghley, primo consigliere della regina Elisabetta I, prevalendo su un altro incisore, anch'egli originario dell'Inghilterra settentrionale, Humphrey Cole.
Lavorò anche a incisioni di tema storico come "The Battle of the Isle of Wight", in collaborazione con Robert Adams, autore del disegno.